# Blangy-le-Château
Blangy-le-Château (blɑ̃.ʒi.lə.ʃɑ.toⓘ) es una población y comuna francesa, situada en la región de Baja Normandía, departamento de Calvados, en el distrito de Lisieux y cantón de Blangy-le-Château.

## Demografía
| 524 | 532 | 585 | 612 | 618 | 627 |
| Para los censos de 1962 a 1999 la población legal corresponde a la población sin duplicidades (Fuente: INSEE [Consultar]) |     |     |     |     |     |